# Beach Soccer Intercontinental Cup 2015
La Beach Soccer Intercontinental Cup 2015 è stata la quinta edizione del torneo, Beach Soccer Intercontinental Cup. Si è svolto presso la spiaggia di Jumeirah a Dubai, negli Emirati Arabi Uniti dal 3 al 7 novembre 2015. Otto squadre hanno partecipato alla competizione.

## Squadre partecipanti
| Squadra             | Confederazione | Risultati                                                                         | Partecipazione |
| ------------------- | -------------- | --------------------------------------------------------------------------------- | -------------- |
| Emirati Arabi Uniti | AFC            | Ospitante                                                                         | 5ª             |
| Portogallo          | UEFA           | Campione Campionato mondiale di beach soccer 2015 e Euro Beach Soccer League 2015 | 2ª             |
| Russia              | UEFA           | Terza Euro Beach Soccer League 2015                                               | 5ª             |
| Messico             | CONCACAF       | Campione CONCACAF Beach Soccer Championship 2015                                  | 3ª             |
| Argentina           | CONMEBOL       | Terza CONMEBOL Beach Soccer Championship 2015                                     | 1ª             |
| Iran                | AFC            | Terza AFC Beach Soccer Championship 2015                                          | 3ª             |
| Egitto              | CAF            | Sesto Africa Beach Soccer Cup of Nations 2015                                     | 1ª             |
| Tahiti              | OFC            | Secondo Euro Beach Soccer League 2015                                             | 3ª             |

## Fase a gironi

### Gruppo A
| Team                | G | V | V+ | P | GF | GS | +/- | P |
| ------------------- | - | - | -- | - | -- | -- | --- | - |
| Russia              | 3 | 2 | 0  | 1 | 14 | 8  | +6  | 6 |
| Egitto              | 3 | 2 | 0  | 1 | 12 | 13 | –1  | 6 |
| Emirati Arabi Uniti | 3 | 1 | 1  | 1 | 10 | 10 | 0   | 4 |
| Argentina           | 3 | 0 | 0  | 3 | 10 | 15 | –5  | 0 |

| Squadra 1           | Risultato     | Squadra 2           |
| ------------------- | ------------- | ------------------- |
| Egitto              | 3-2           | Emirati Arabi Uniti |
| Russia              | 5-1           | Argentina           |
| Emirati Arabi Uniti | 3-3 (5-4 dcr) | Argentina           |
| Russia              | 5-2           | Egitto              |
| Egitto              | 7-6           | Argentina           |
| Emirati Arabi Uniti | 5-4           | Russia              |

### Gruppo B
| Team       | G | V | V+ | P | GF | GS | +/- | P |
| ---------- | - | - | -- | - | -- | -- | --- | - |
| Tahiti     | 3 | 3 | 0  | 0 | 14 | 7  | +7  | 9 |
| Iran       | 3 | 2 | 0  | 1 | 12 | 9  | +3  | 6 |
| Portogallo | 3 | 1 | 0  | 2 | 10 | 14 | –4  | 3 |
| Messico    | 3 | 0 | 0  | 3 | 8  | 14 | –6  | 0 |

| Squadra 1  | Risultato | Squadra 2  |
| ---------- | --------- | ---------- |
| Portogallo | 5-3       | Messico    |
| Tahiti     | 4-2       | Iran       |
| Tahiti     | 4-3       | Messico    |
| Iran       | 5-3       | Portogallo |
| Tahiti     | 6-2       | Portogallo |
| Iran       | 5-2       | Messico    |

## Piazzamenti

### Semifinali 5º-8º posto
| Squadra 1           | Risultato | Squadra 2 |
| ------------------- | --------- | --------- |
| Portogallo          | 6-2       | Argentina |
| Emirati Arabi Uniti | 3-2       | Messico   |

### Finale 7º-8º posto
| Squadra 1 | Risultato | Squadra 2 |
| --------- | --------- | --------- |
| Messico   | 6-2       | Argentina |

### Finale 5º-6º
| Squadra 1           | Risultato | Squadra 2  |
| ------------------- | --------- | ---------- |
| Emirati Arabi Uniti | 4-1       | Portogallo |

## Finali

### Semifinali
| Squadra 1 | Risultato | Squadra 2 |
| --------- | --------- | --------- |
| Tahiti    | 8-5       | Egitto    |
| Russia    | 4-1       | Iran      |

### Finale 3º-4º posto
| Squadra 1 | Risultato     | Squadra 2 |
| --------- | ------------- | --------- |
| Iran      | 2-2 (3-2 dcr) | Egitto    |

### Finale
| Squadra 1 | Risultato | Squadra 2 |
| --------- | --------- | --------- |
| Russia    | 5-2       | Tahiti    |

## Classifica Finale
| Pos | Team                |
| --- | ------------------- |
| 1   | Russia              |
| 2   | Tahiti              |
| 3   | Iran                |
| 4   | Egitto              |
| 5   | Emirati Arabi Uniti |
| 6   | Portogallo          |
| 7   | Messico             |
| 8   | Argentina           |